# Gewöhnliche Felsenbirne

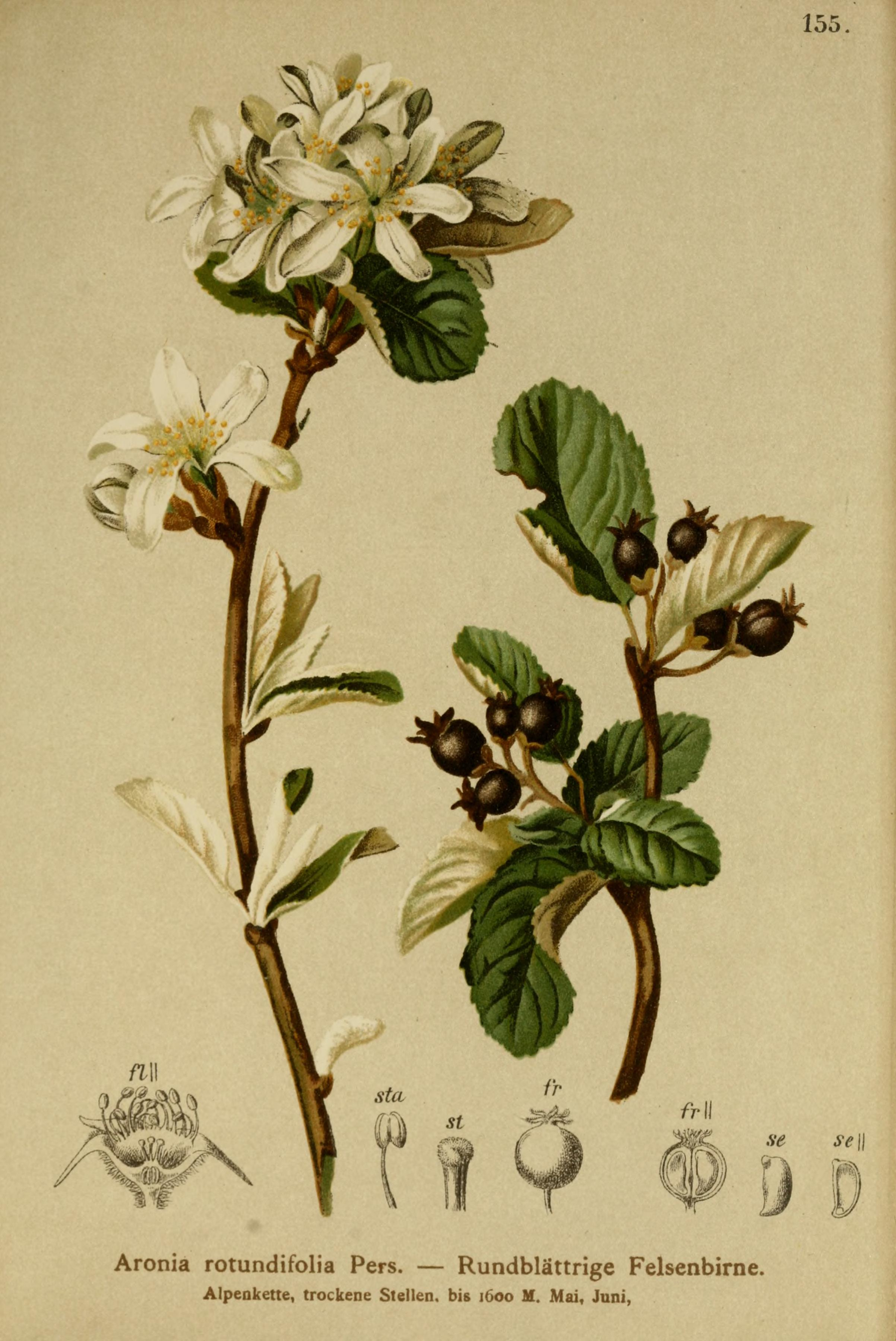
Illustration; man beachte die sehr kurzen, freien Griffel

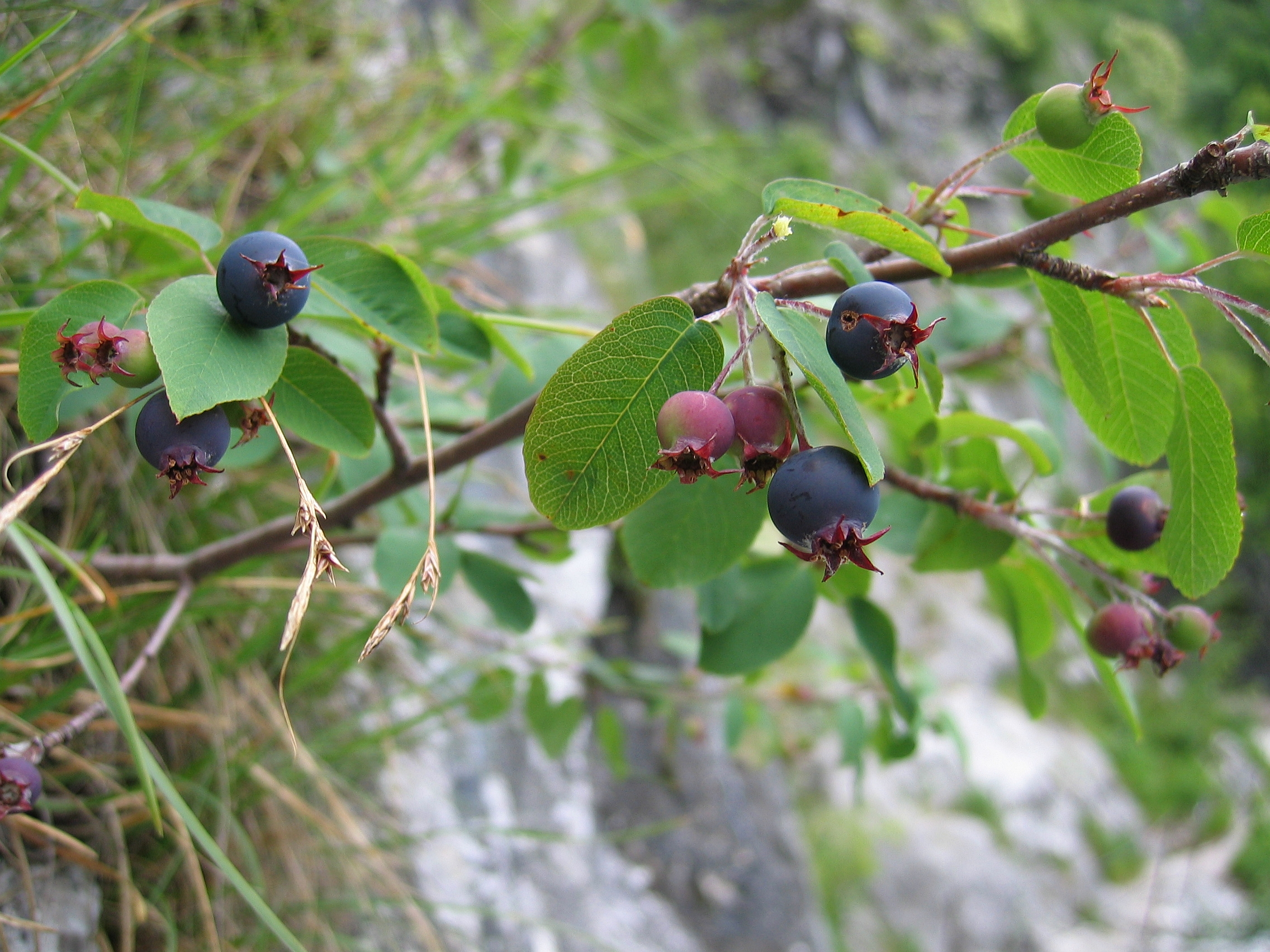
Früchte

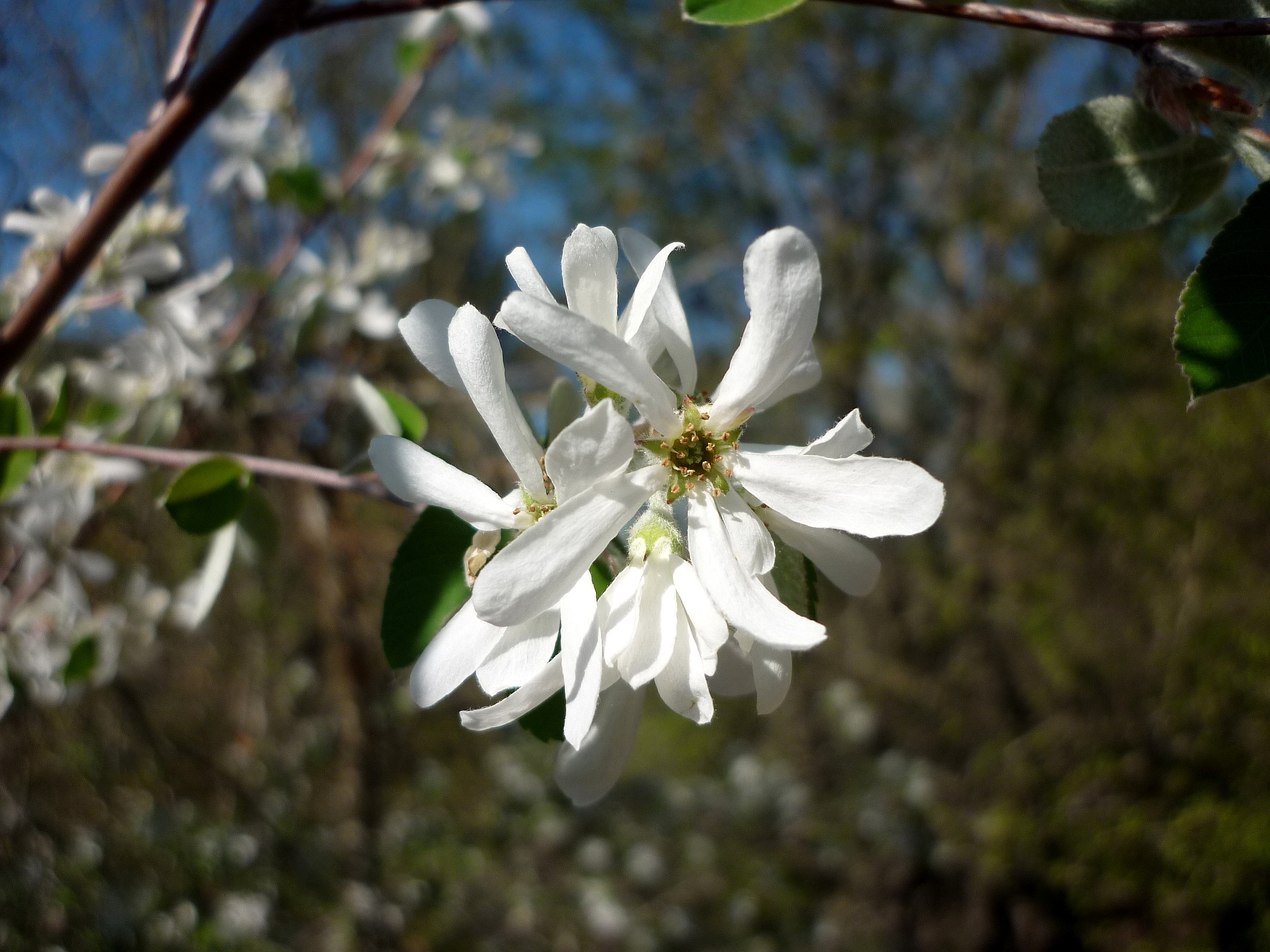
Blüten

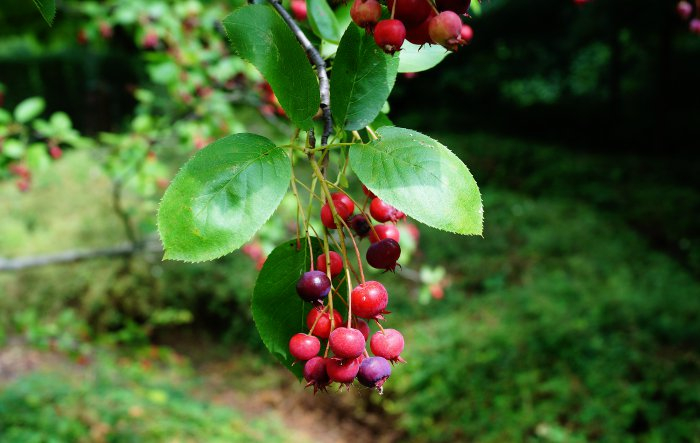
Junge Früchte

Die Gewöhnliche Felsenbirne (Amelanchier ovalis), auch Gemeine Felsenbirne, Felsenmispel oder Edelweißstrauch (Österreich) genannt, ist eine Pflanzenart aus der Familie der Rosengewächse (Rosaceae).

## Beschreibung
Der dornenlose, sommergrüne, reich verzweigte und dichtkronige Strauch erreicht gewöhnlich Wuchshöhen zwischen 2 und 3 Metern, selten bis 6 Meter. Die Stämme sind selten dicker als 5 Zentimeter. Sie entspringen zu mehreren bis vielen dicht nebeneinander dem Basalteil der Hauptachse, der sich meist waagrecht im Boden befindet. Die schlanken, rotbraun berindeten und im Austrieb wollfilzig behaarten Zweige verkahlen schnell.
Die wechselständigen Laubblätter sind eiförmig bis verkehrt-eiförmig oder elliptisch, rundlich, manchmal leicht herzförmig und stehen an bis etwa 15 mm langen Blattstielen. Der Blattrand ist meist gesägt, die Blattspitze ist abgerundet bis stumpf oder spitz, manchmal eingebuchtet oder stachelspitzig. Die jungen Blätter, welche an ihrer Blattunterseite noch weiß-filzig behaart sind, erreichen eine Größe von etwa 2–4,5 × 2–3,5 cm. Charakteristisch für die Felsenbirne ist die orange bis dunkelrote Herbstfärbung ihrer Blätter.
Der endständige, aufrechte, kurze und behaarte traubige Blütenstand besteht aus drei bis zehn Blüten, die zwischen April und Mai – vor dem Laubaustrieb – ausgebildet werden. Die duftenden Blüten entspringen weißfilzigen Knospen, deren Schuppen feine Wimpern tragen. Die Endknospe ist gewöhnlich spindelförmig.
Die gestielten, zwittrigen, radiärsymmetrischen und fünfzähligen Blüten besitzen einen fünfblättrigen, grünen, mehr oder weniger behaarten Kelch. Es ist ein kleiner, schwach behaarter Blütenbecher vorhanden. Die etwa 15 mm langen, schneeweißen, ausladenden und an ihrer Unterseite behaarten Kronblätter sind schmal verkehrt-eiförmig. An den Spitzen entwickeln sie gewöhnlich eine rosafarbene Tönung. Die Kronblätter umgeben etwa 20 Staubblätter, welche wiederum die fünf kurzen, freien Griffel der Blüte umsäumen. Der oberseits behaarte Fruchtknoten ist unterständig und setzt sich aus fünf Fruchtblättern zusammen. Diese bilden falsche Scheidewände aus, so dass zehn Fruchtfächer entstehen. Es ist ein Diskus vorhanden.
Die kleinen und kugeligen, bereiften Apfelfrüchte reifen im Juli bis August. Sie tragen an der Spitze die beständigen Kelchblätter. Der Durchmesser der Früchte beträgt circa 1 cm. Im reifen Zustand sind die Früchte dunkelrot bis schwarzblau gefärbt. Sie enthalten gewöhnlich zehn dunkelbraune, halbmondförmige, glänzende Samen.
Die Chromosomenzahl beträgt 2n = 34 oder 68.

## Ökologie
Die Gewöhnliche Felsenbirne wird von Insekten bestäubt (Entomophilie). Die Verbreitung der kleinen, harten Samen erfolgt über Tiere, die diese nach Genuss der Frucht wieder ausscheiden (Verdauungsausbreitung). Vegetative Vermehrung kann über Wurzelsprosse erfolgen.
Die Gewöhnliche Felsenbirne dient mehreren Schmetterlingsarten als Nektarpflanze, darunter dem Grünen Zipfelfalter (Callophrys rubi), einem Tagfalter, der auf der Vorwarnliste gefährdeter Arten geführt wird. Auch für die Raupen des gefährdeten Obsthain-Blütenspanners (Eupithecia insigniata) und des selten vorkommenden Trauerwidderchens (Aglaope infausta) stellt die Gewöhnliche Felsenbirne eine wertvolle Futterpflanze dar.

## Vorkommen
Das natürliche Verbreitungsgebiet umfasst die Gebirge Mittel-, Süd- und Osteuropas. Im Norden findet man sie bis Belgien und Mitteldeutschland, im Osten bis Polen und Rumänien. Des Weiteren besiedelt die Art auch die Gebirge Vorderasiens und Nordafrikas.
In den südlichen Alpen steigt diese Art bis auf 2000 m. In den Allgäuer Alpen steigt sie im Tiroler Teil am Lachenkopf nahe der Jöchelspitze bis zu einer Höhenlage von 1945 Metern auf.
Als Standort werden sonnige, trockene Steilhänge, Säume von Halbtrockenrasen sowie lichte Eichen- und Kiefernwälder bevorzugt. Die Gewöhnliche Felsenbirne gedeiht gerne in Südlagen und auf Fels auf kalkreichen Unterlagen; sie ist auch Spaltenwurzler und Rohbodenpionier und gilt als Charakterart der Felsenbirnen-Gebüsche (Cotoneastro-Amelanchieretum) innerhalb der Ordnung der Schlehengebüsche (Prunetalia). Sie kommt aber auch in Gesellschaften der Ordnung Quercetalia pubescentis oder der Verbände Erico-Pinion und Quercion roboris vor.

## Nutzung
Seit dem 16. Jahrhundert wird die Gemeine Felsenbirne auch als Zierpflanze in Grünanlagen und Gärten kultiviert. Häufiger finden jedoch amerikanische Arten wie die Kupfer-Felsenbirne (Amelanchier lamarckii) Verwendung in mitteleuropäischen Gärten. Erst in jüngster Zeit erfreut sich auch die Gemeine Felsenbirne als Bestandteil von Hecken naturnaher Gärten zunehmender Beliebtheit.
Die mehlig-süß schmeckenden Früchte können zu Marmelade verarbeitet werden.
Blätter und Samen der Felsenbirne enthalten geringe Mengen cyanogener Glykoside (d. h. Blausäure abspaltender Glykoside). Nach dem Verzehr von unreifen Früchten oder großer Mengen zerkauter Samen können Magen-Darm-Beschwerden auftreten. Unzerkaute Samen werden unverdaut wieder ausgeschieden. Nach dem unbeabsichtigten Zerbeißen einiger Samen sind jedoch keine Vergiftungssymptome zu erwarten – ähnlich wie bei Apfelkernen, die auch cyanogene Glykoside enthalten.
Das Holz ist hart und recht schwer, allerdings ist es nur in kleinen Mengen verfügbar.

## Taxonomie und Systematik
Amelanchier ovalis Medik. hat einige Synonyme wie z. B. Amelanchier rotundifolia Dum. Cours., Amelanchier vulgaris Moench, Crataegus rotundifolia Lam., Mespilus amelanchier L. u. a.
Es werden von verschiedenen Autoren Unterarten geführt, allerdings sind diese stark umstritten. Sie werden teils auch als eigene Arten geführt, eine genaue Klärung dazu steht noch aus.
Geführt werden:
- Amelanchier ovalis subsp. ovalis (diploid, 2n = 34)
- Amelanchier ovalis subsp. cretica (Willd.) Maire & Petitm.; auch als eigene Art
- Amelanchier ovalis subsp. integrifolia (Boiss. & Hohen.) Bornm.
- Amelanchier ovalis subsp. embergeri Favarger & Stearn: auch als eigene Art oder als Synonym von Amelanchier ovalis subsp. ovalis (tetraploid, 2n = 68)

## Zuchtformen
- Amelanchier ovalis 'Helvetica'
- Amelanchier ovalis var. pumila

## Trivialnamen
Weitere zum Teil auch nur regional gebräuchliche Bezeichnungen für die Gewöhnliche Felsenbirne sind oder waren: Butzenbirlesstrauch, Cipler (Unterengadin), Felsenbiren (Schwaben), Fliegenbeerstrauch, Flühbirenbaum (Bern, Graubünden), Gamsbeere (Pinzgau, Pongau, Werfen), Hirschbirle, Quandelbeerbaum (Tirol), Quantelbeerbaum und Quendelbeeren.